# 香取市立佐原幼稚園
香取市立佐原幼稚園（かとりしりつ さわらようちえん）は、千葉県香取市佐原にある市立幼稚園。小野川べりの赤い屋根の幼稚園として園歌に歌われている。

## 沿革
- 1890年（明治23年） - 医師松浦千里が私立佐原幼稚園を創設。佐原町がこの施設に対して補助。
- 1901年（明治34年）9月2日 - 佐原尋常高等小学校付属幼稚園として私立佐原幼稚園を合わせて開園。
- 1941年（昭和16年） - 国民学校令により佐原町佐原国民学校付属幼稚園と改称。
- 1947年（昭和22年） - 小学校令の改正により佐原小学校付属幼稚園と改称。
- 1956年（昭和31年） - 佐原市立佐原幼稚園として独立。
- 1961年（昭和36年） - 佐原小学校第2部跡地（現在地）に園舎を建設。